# Xã Jackson, Quận Linn, Iowa
Xã Jackson (tiếng Anh: Jackson Township) là một xã thuộc quận Linn, tiểu bang Iowa, Hoa Kỳ. Năm 2010, dân số của xã này là 1.535 người.